# Simira standleyi
Simira standleyi är en måreväxtart som först beskrevs av Elbert Luther Little, och fick sitt nu gällande namn av Julian Alfred Steyermark. Simira standleyi ingår i släktet Simira och familjen måreväxter. IUCN kategoriserar arten globalt som akut hotad.
Artens utbredningsområde är Ecuador. Inga underarter finns listade i Catalogue of Life.